# Las Casas del Conde
Las Casas del Conde est une commune de la province de Salamanque dans la communauté autonome de Castille-et-León en Espagne.

### La Mairie

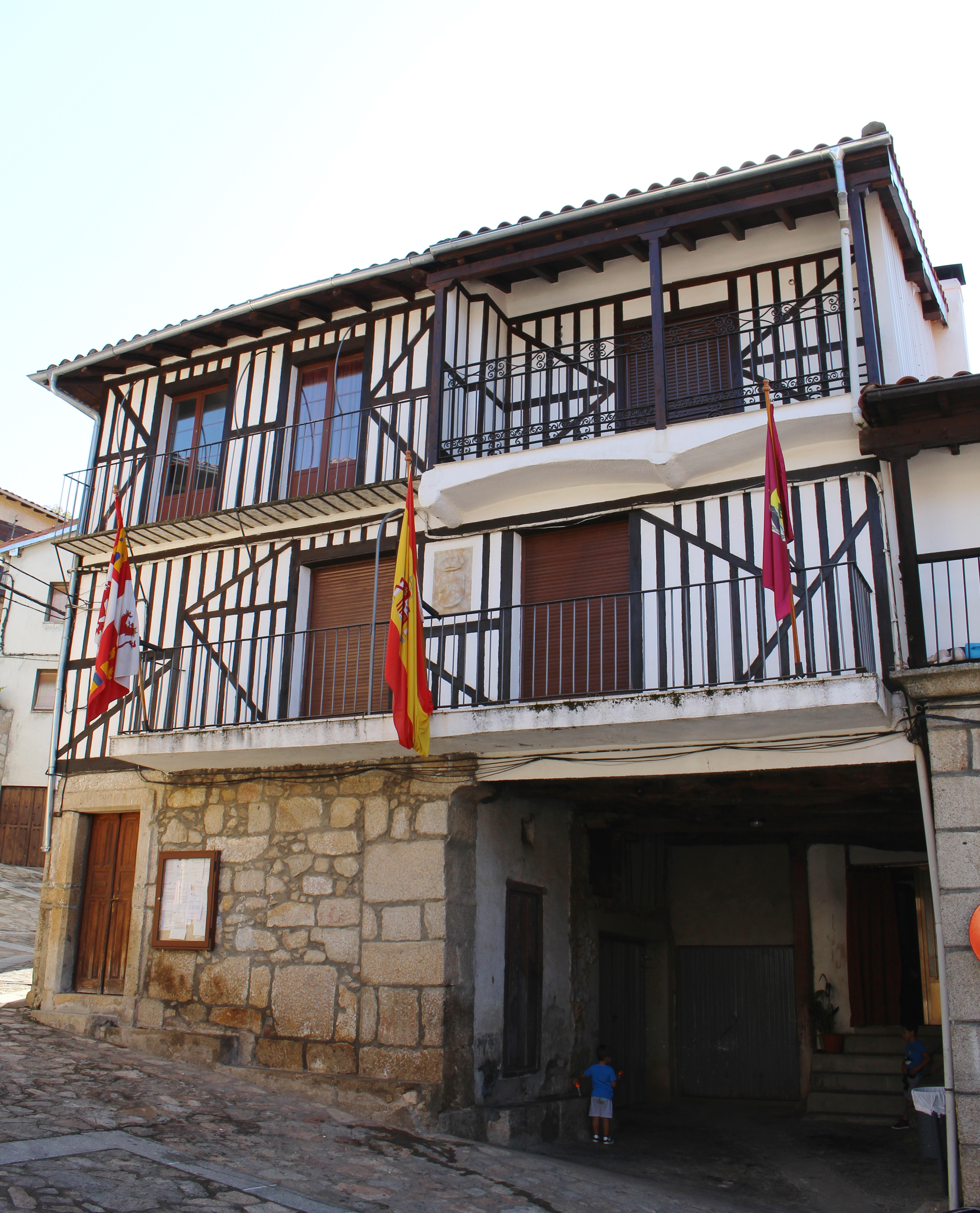
La mairie.

## Géographie

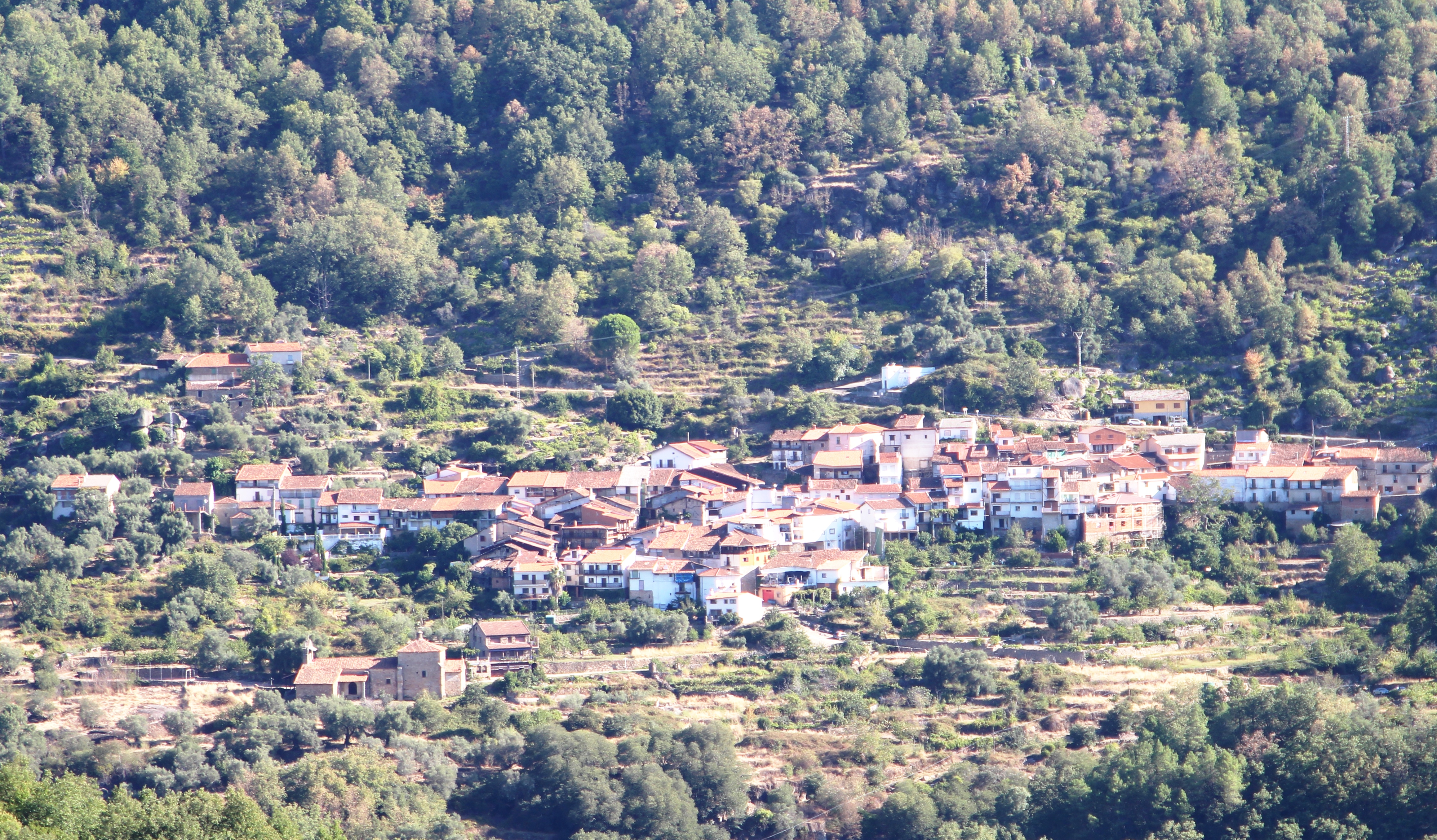
Vue du village.

### Communes limitrophes
| San Martín del Castañar |                     |          |
| Mogarraz                | Las Casas del Conde | Sequeros |
|                         |                     |          |

## Histoire

Sélection de vues du village.
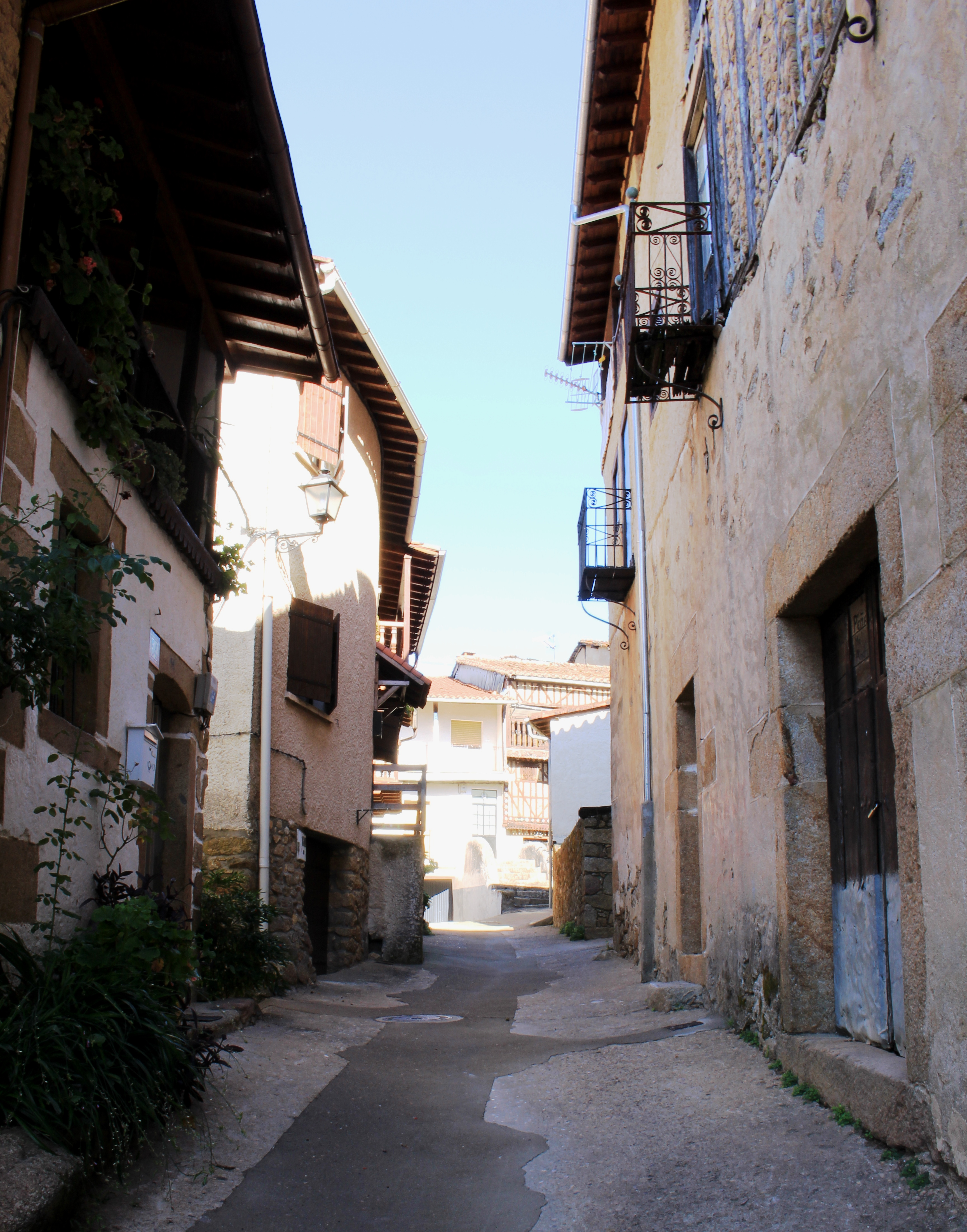
Une rue
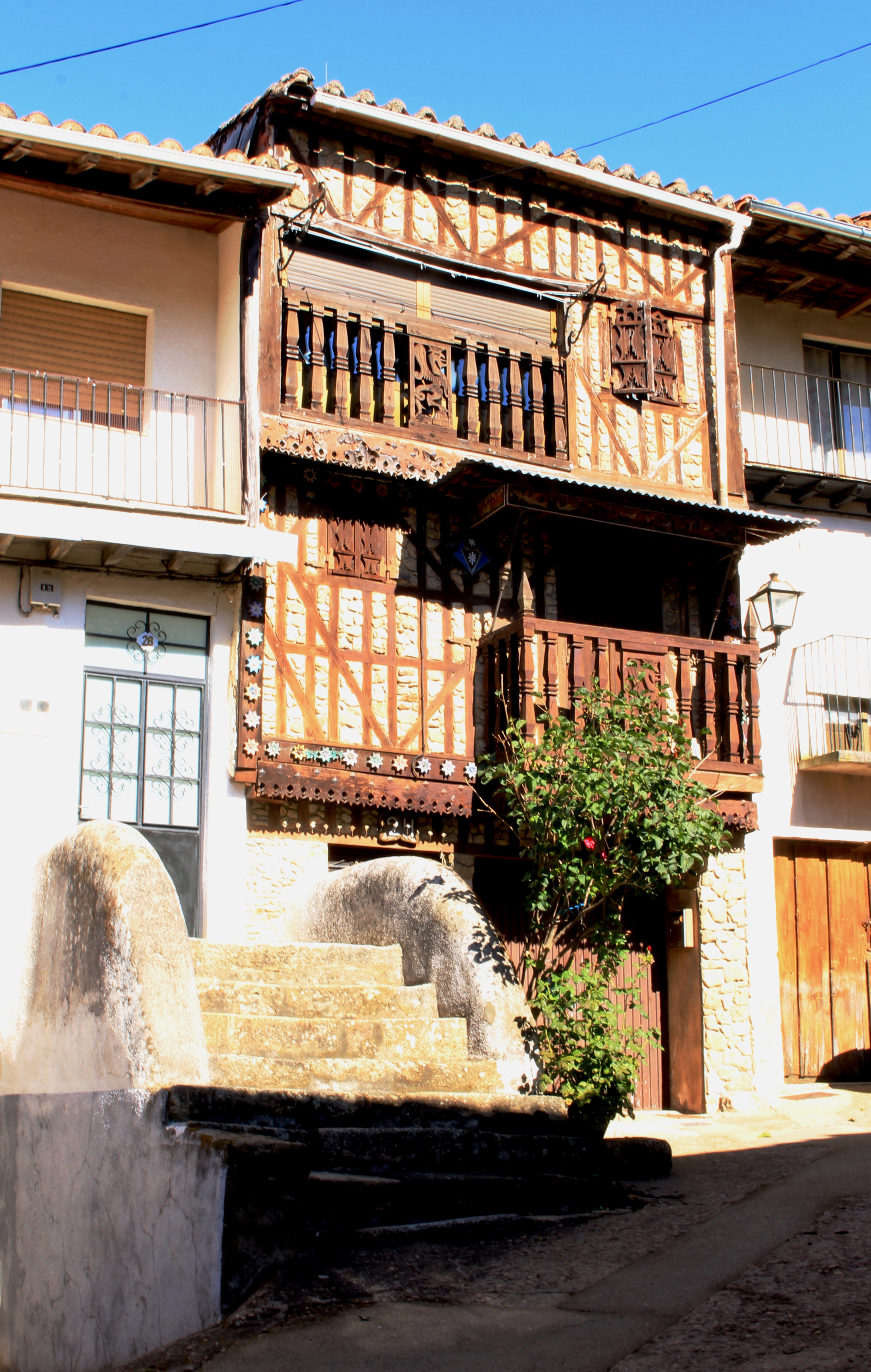
Une maison

## Démographie
Évolution démographique depuis 1900
| 1900 | 1910 | 1920 | 1930 | 1940 | 1950 | 1960 | 1970 | 1981 | 1991 | 2000 | 2014 | 2019 |
| ---- | ---- | ---- | ---- | ---- | ---- | ---- | ---- | ---- | ---- | ---- | ---- | ---- |
| 492  | 533  | 422  | 523  | 600  | 560  | 473  | 256  | 134  | 106  | 88   | 57   | 69   |

## Patrimoine

### Lieux et monuments
- L'Église Santa Catalina.

Sélection de vues de L'Église.
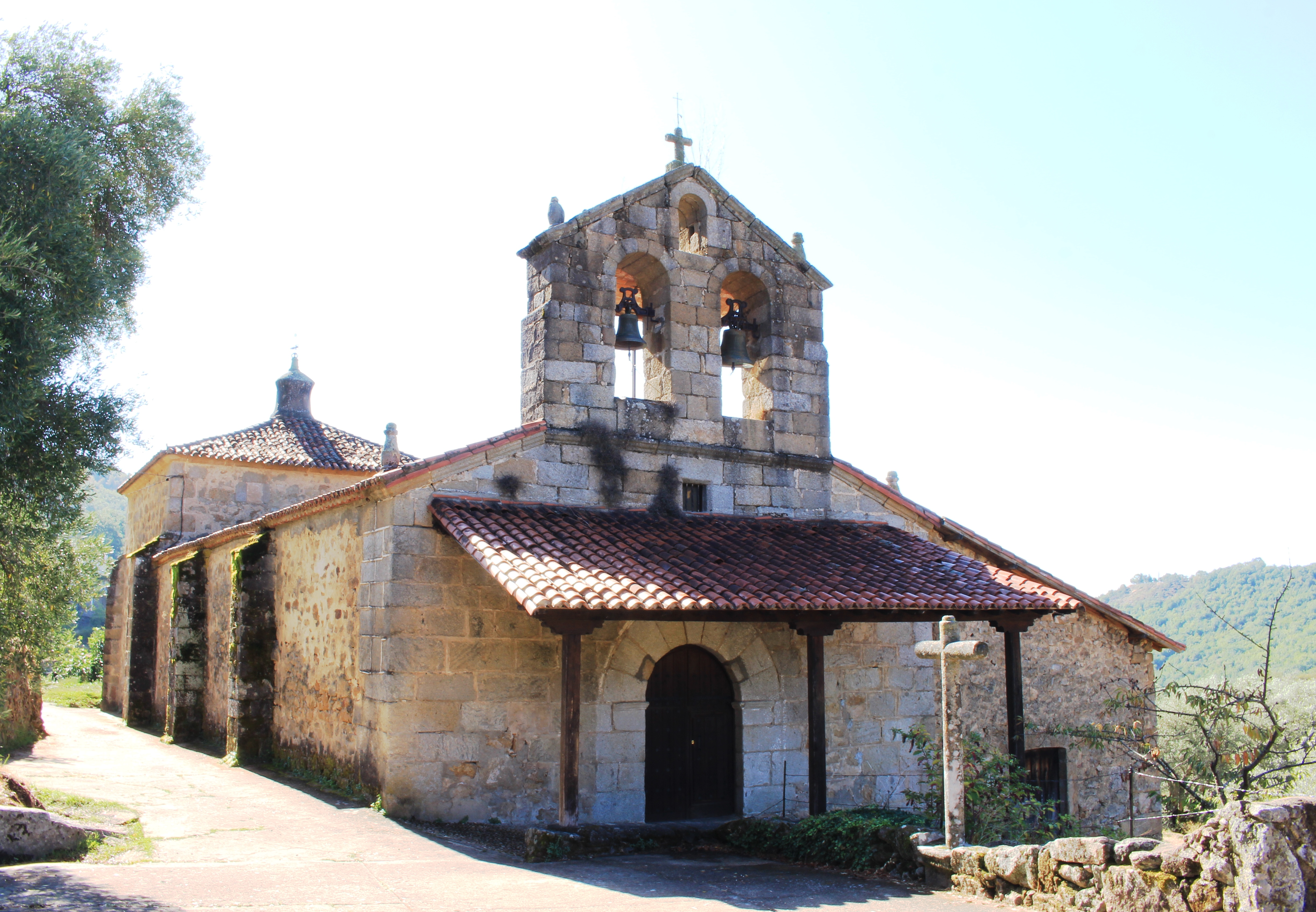
L'Église
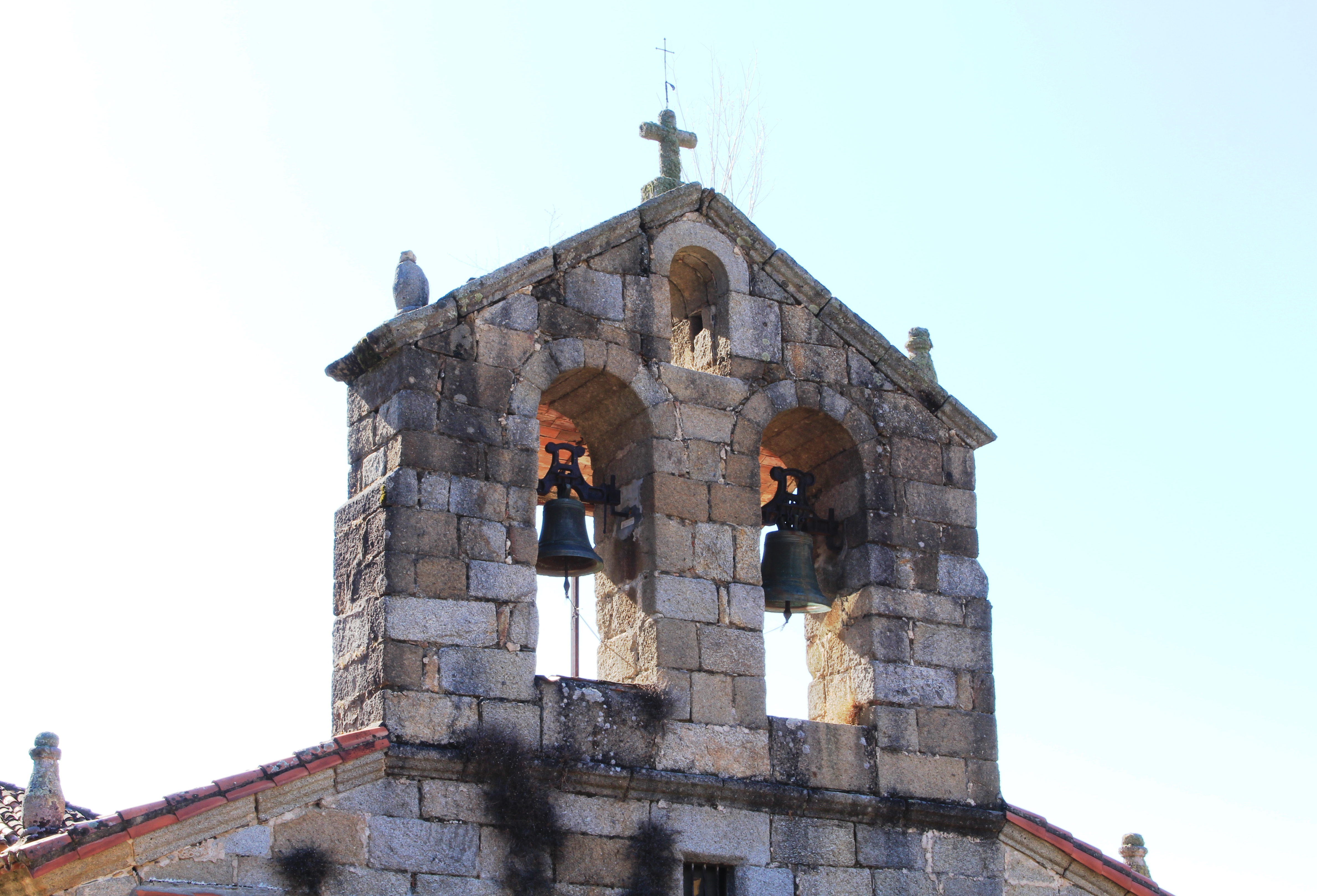
Le clocher